# Contrôle judiciaire en droit français
 (mars 2021).
Si vous disposez d'ouvrages ou d'articles de référence ou si vous connaissez des sites web de qualité traitant du thème abordé ici, merci de compléter l'article en donnant les références utiles à sa vérifiabilité et en les liant à la section « Notes et références ».
Ne doit pas être confondu avec Contrainte judiciaire ou Contrainte pénale.
Le contrôle judiciaire (CJ) est une procédure pénale du droit français créée par la loi du 17 juillet 1970 et régie par les articles 137 et suivants du code de procédure pénale. Le contrôle judiciaire peut durer jusqu'à la clôture de l'information judiciaire ou jusqu'à la comparution devant la juridiction. La mise sous contrôle judiciaire est décidée soit par le juge d'instruction soit par le juge des libertés et de la détention par voie d'ordonnance. Son objectif est de concilier les libertés individuelles avec la protection de la société. Son non-respect peut conduire à une mise en détention provisoire dans l'attente du procès.
La mise sous contrôle judiciaire requiert deux conditions :
- la personne mise en cause doit encourir une peine d'emprisonnement correctionnel ou de réclusion criminelle ;
- la mesure est justifiée par les nécessités de l'instruction ou à titre de mesure de sûreté.

## Obligations
Le contrôle judiciaire est une série d'obligations imposées aux prévenus, et ces obligations diffèrent d'un prévenu à l'autre, le juge n'étant pas obligé de sélectionner toutes les obligations prévues par la loi. Ces obligations peuvent être modifiées à tout moment par le juge par une ordonnance modificative selon l'article 139 du Code de procédure pénale. 
Par principe, la personne mise en examen demeure libre, mais « en raison des nécessités de l'instruction ou à titre de mesure de sûreté », le juge d'instruction peut décider de l'astreindre à plusieurs obligations ayant pour objectif :
- d'éviter la fuite ;
- de préserver les preuves ;
- d'éviter la récidive ;
- de protéger les victimes.

Dans certains cas, elles prennent aussi la forme d'une assistance médicale ou/et socioéducative.
L'article 138 du code de procédure pénale prévoit vingt-et-une obligations différentes :
1. Ne pas sortir des limites territoriales déterminées par le juge d'instruction ou le juge des libertés et de la détention ;
2. Ne s'absenter de son domicile ou de la résidence fixée par le juge d'instruction ou le juge des libertés et de la détention qu'aux conditions et pour les motifs déterminés par ce magistrat ;
3. Ne pas se rendre en certains lieux ou ne se rendre que dans les lieux déterminés par le juge d'instruction ou le juge des libertés et de la détention ;
4. Ne pas participer à des manifestations sur la voie publique dans des lieux déterminés par le juge d'instruction ou le juge des libertés et de la détention ;
5. Informer le juge d'instruction ou le juge des libertés et de la détention de tout déplacement au-delà de limites déterminées ;
6. Se présenter périodiquement aux services, associations habilitées ou autorités désignées par le juge d'instruction ou le juge des libertés et de la détention qui sont tenus d'observer la plus stricte discrétion sur les faits reprochés à la personne mise en examen ;
7. Répondre aux convocations de toute autorité, de toute association ou de toute personne qualifiée désignée par le juge d'instruction ou le juge des libertés et de la détention et se soumettre, le cas échéant, aux mesures de contrôle portant sur ses activités professionnelles ou sur son assiduité à un enseignement ainsi qu'aux mesures socio-éducatives destinées à favoriser son insertion sociale et à prévenir la récidive ;
8. Remettre soit au greffe, soit à un service de police ou à une brigade de gendarmerie tous documents justificatifs de l'identité, et notamment le passeport, en échange d'un récépissé valant justification de l'identité ;
9. S'abstenir de conduire tous les véhicules, certains véhicules ou un véhicule non équipé d'un dispositif homologué d'antidémarrage par éthylotest et, le cas échéant, remettre au greffe son permis de conduire contre récépissé ; toutefois, le juge d'instruction ou le juge des libertés et de la détention peut décider que la personne mise en examen pourra faire usage de son permis de conduire pour l'exercice de son activité professionnelle ;
10. S'abstenir de recevoir ou de rencontrer certaines personnes spécialement désignées par le juge d'instruction ou le juge des libertés et de la détention, ainsi que d'entrer en relation avec elles, de quelque façon que ce soit ;
11. Se soumettre à des mesures d'examen, de traitement ou de soins, même sous le régime de l'hospitalisation, notamment aux fins de désintoxication ;
12. Fournir un cautionnement dont le montant et les délais de versement, en une ou plusieurs fois, sont fixés par le juge d'instruction ou le juge des libertés et de la détention, compte tenu notamment des ressources et des charges de la personne mise en examen. La jurisprudence précise que le cautionnement doit être adapté aux ressources et charges du prévenu[5] ;
13. Ne pas se livrer à certaines activités de nature professionnelle ou sociale, à l'exclusion de l'exercice des mandats électifs et des responsabilités syndicales, lorsque l'infraction a été commise dans l'exercice ou à l'occasion de l'exercice de ces activités et lorsqu'il est à redouter qu'une nouvelle infraction soit commise. Lorsque l'activité concernée est celle d'un avocat, le conseil de l'ordre, saisi par le juge d'instruction, a seul le pouvoir de prononcer cette mesure à charge d'appel, dans les conditions prévues aux articles 23 et 24 de la loi no 71-1130 du 31 décembre 1971 portant réforme de certaines professions judiciaires et juridiques ; le conseil de l'ordre statue dans les quinze jours ;
14. Ne pas exercer une activité impliquant un contact habituel avec des mineurs ;
15. Ne pas émettre de chèques autres que ceux qui permettent exclusivement le retrait de fonds par le tireur auprès du tiré ou ceux qui sont certifiés et, le cas échéant, remettre au greffe les formules de chèques dont l'usage est ainsi prohibé ;
16. Ne pas détenir ou porter une arme et, le cas échéant, remettre au greffe contre récépissé les armes dont elle est détentrice ;
17. Constituer, dans un délai, pour une période et un montant déterminés par le juge d'instruction ou le juge des libertés et de la détention, des sûretés personnelles ou réelles ;
18. Justifier qu'elle contribue aux charges familiales ou acquitte régulièrement les aliments qu'elle a été condamnée à payer conformément aux décisions judiciaires et aux conventions judiciairement homologuées portant obligation de verser des prestations, subsides ou contributions aux charges du mariage ;
19. S'abstenir de paraître au domicile de la victime ou, à proximité de celui-ci quand la victime est le conjoint, concubin, partenaire lié par un pacte civil de solidarité ou les enfants du couple ;
20. Respecter l'interdiction d'approcher une victime de violences commises au sein du couple par la pose d'un dispositif électronique mobile anti-rapprochement ;
21. Respecter les conditions d'une prise en charge sanitaire, sociale, éducative ou psychologique, destinée à permettre sa réinsertion et l'acquisition des valeurs de la citoyenneté.

## Possibilités de lever le contrôle judiciaire et conséquences de sa violation
Le contrôle judiciaire peut être supprimé ou allégé dans plusieurs cas :
- sur ordonnance du juge d'instruction ;
- sur ordonnance du juge des libertés et de la détention ;
- à la demande du contrôlé (si accepté par le juge) ;
- sur réquisition du procureur de la République ;
- d'office par le juge d'instruction ;
- par arrêt de la chambre de l'instruction de la Cour d'appel.

La mainlevée du contrôle judiciaire peut être réalisée d'office par le magistrat instructeur, soit à la demande du procureur de la République, soit à la demande du mis en examen. Lorsque le juge d'instruction est saisi d'une demande, il doit répondre dans les 5 jours, à défaut ou dans le cas de refus, la personne pourra faire appel de cette décision à la chambre de l'instruction, qui, sur les réquisitions écrites et motivées du procureur général, se prononce dans les vingt jours de sa saisine. À défaut, la mainlevée du contrôle judiciaire est acquise de plein droit, sauf si des vérifications concernant la demande de la personne ont été ordonnées.
En cas de non-respect des obligations imposées au mis en examen, celui-ci peut être placé en détention provisoire sur demande du juge d'instruction au juge des libertés et de la détention. Mais dans ce cas, la durée ne peut excéder quatre mois de plus que les durées prévues par les articles 145-1 et 145-2 du Code de procédure pénale (article 141-3 notamment).

## Le contrôle judiciaire des mineurs
Ce placement pourra être le fait du juge qui devra avertir le mineur. Il doit aussi être averti des conditions de non-respect du contrôle. Il pourra être mis en place en cas de peine de prison encourue supérieure ou égale à sept ans ou en cas de peine de prison encourue supérieure ou égale à cinq ans si le mineur a déjà fait l'objet d'une mesure d'assistance éducative ou a déjà été condamné.
L'ordonnance du 2 février 1945 sur l'enfance délinquante indique certaines mesures telles que :
- se soumettre à des mesures de protection ;
- respecter des conditions de placement dans un centre éducatif de protection de la jeunesse ;
- accomplir un stage de formation civique ;
- suivre une scolarité ou une formation professionnelle.